# Emmanuel Azzopardi
Emmanuel Azzopardi, auch bekannt als Il-Gejta, war ein maltesischer Fußballspieler auf der Position des Torwarts, der zu den besten Torhütern des maltesischen Fußballs der 1920er- und 1930er-Jahre gehörte. Er spielte für den FC Floriana, mit dem er zwischen 1921 und 1931 insgesamt siebenmal die maltesische Fußballmeisterschaft gewann.